# Sharon Day-Monroe
Pour les articles homonymes, voir Day et Monroe.
Sharon Day-Monroe (née le 9 juin 1985 à Costa Mesa) est une athlète américaine, spécialiste des épreuves combinées.

## Biographie
Lors des Championnats des États-Unis d'athlétisme 2009, à Eugene (Oregon), elle se qualifie pour les Mondiaux de Berlin, en atteignant 1,95 m au 3e essai (record personnel de 2008 égalé). Lors des mêmes championnats, elle se qualifie également à l'heptathlon, en terminant 2e avec 6 177 points, record personnel.

## Palmarès

### International
| Date | Compétition                        | Lieu           | Résultat | Épreuve    | Marque    |
| ---- | ---------------------------------- | -------------- | -------- | ---------- | --------- |
| 2003 | Championnats panaméricains juniors | Bridgetown     | 1re      | Hauteur    | 1,85 m    |
| 2004 | Championnats du monde juniors      | Grosseto       | 3e       | Hauteur    | 1,91 m    |
| 2007 | Jeux panaméricains                 | Rio de Janeiro | 6e       | Hauteur    | 1,81 m    |
| 2008 | Jeux olympiques                    | Pékin          | qual.    | Hauteur    | 1,85 m    |
| 2009 | Championnats du monde              | Berlin         | qual.    | Hauteur    | 1,89 m    |
| 2009 | Championnats du monde              | Berlin         | 9e       | Heptathlon | 6 126 pts |
| 2011 | Championnats du monde              | Daegu          | 16e      | Heptathlon | 6 043 pts |
| 2012 | Jeux olympiques                    | Londres        | 14e      | Heptathlon | 6 232 pts |
| 2013 | Championnats du monde              | Moscou         | 6e       | Heptathlon | 6 407 pts |
| 2014 | Championnats du monde en salle     | Sopot          | 4e       | Pentathlon | 4 718 pts |
| 2015 | Championnats du monde              | Pékin          | 14e      | Heptathlon | 6 246 pts |
| 2017 | Championnats du monde              | Londres        | 20e      | Heptathlon | 6 006 pts |

## Records
| Épreuve           | Performance   | Lieu              | Date                     |
| ----------------- | ------------- | ----------------- | ------------------------ |
| 100 mètres haies  | 13 s 51       | Moscou            | 12 août 2013             |
| Saut en hauteur   | 1,95 m        | Northridge Eugene | 17 mai 2008 25 juin 2009 |
| Lancer du poids   | 14,77 m       | San Luis Obispo   | 16 mars 2013             |
| 200 mètres        | 23 s 02       | Des Moines        | 20 juin 2013             |
| Saut en longueur  | 6,11 m        | Eugene            | 30 juin 2012             |
| Lancer du javelot | 47,38 m       | Des Moines        | 21 juin 2013             |
| 800 mètres        | 2 min 08 s 94 | Moscou            | 13 août 2013             |
| Heptathlon        | 6 550 pts     | Des Moines        | 21 juin 2013             |

| Épreuve          | Performance    | Lieu        | Date            |
| ---------------- | -------------- | ----------- | --------------- |
| 60 mètres haies  | 8 s 44         | Albuquerque | 21 février 2014 |
| Saut en hauteur  | 1,93 m         | Fresno      | 19 janvier 2009 |
| Lancer du poids  | 15,59 m        | Albuquerque | 21 février 2014 |
| Saut en longueur | 6,09 m         | Albuquerque | 21 février 2014 |
| 800 mètres       | 2 min 11 s 89  | Bloomington | 4 mars 2012     |
| Pentathlon       | 4 805 pts (RN) | Albuquerque | 21 février 2014 |